# Don't Panic (canción)
«Don't Panic» es una canción compuesta y grabada por la banda inglesa Coldplay. Titulada originalmente «Panic», la primera versión que se conoce de la canción data de 1998 y se tocó en la primera presentación en directo del grupo de ese mismo año. Se incluyó en el segundo EP de la banda, The Blue Room. La nueva versión fue producida por Coldplay y Ken Nelson para su álbum debut, Parachutes, donde figura como la primera pista.
Tras sus exitosos lanzamientos en 2000, Coldplay y su discográfica Parlophone pensaron que ya había habido suficiente exposición del álbum en el Reino Unido. Por lo tanto, el cuarto sencillo sería lanzado en regiones donde los éxitos «Yellow» y «Trouble» no fueran tan populares. Eligieron «Don't Panic» debido a que era una de las favoritas del público. Finalmente se lanzó en algunos países europeos, mientras que en el Reino Unido sólo se puso a la venta una versión promocional. Su recepción crítica fue en líneas generales positiva.
El nombre de la canción hace referencia a la serie de novelas de ciencia ficción humorística Guía del autoestopista galáctico, escritas por Douglas Adams.

## Historia y descripción
«Don't Panic» se compuso cuando Coldplay todavía estaba en su primera etapa como banda. En ese entonces, se habían compuesto otras diez canciones y se usó este tema para encontrar baterista. Originalmente se titulaba «Panic» y fue una de las seis canciones interpretadas en la primera presentación en directo de Coldplay en 1998 en el bar Camden's Laurel Tree. Esta versión poseía una melodía diferente y las letras eran el resultado de «una tarde ligeramente desastrosa en la que Chris estuvo entreteniendo a una joven llamada Alice Hill». Finalmente, se cambió el título por «Don't Panic».
La versión original de la canción se grabó en 1999 y es diferente a la que figura en Parachutes. En primer lugar, el cantante Chris Martin toca el piano durante el puente, como también poseía una introducción distorsionada. Esta versión se incluye en The Blue Room, lanzado en octubre de 1999.
Para el primer álbum de estudio del grupo, Parachutes, el británico Ken Nelson hizo una nueva producción de la canción. El tema se grabó en directo, como muchos otros del disco. Jonny Buckland grabó dos veces las partes de guitarra y usó trozos de ambas cintas con el método de overdubbing durante la mezcla. Se usó sutilmente la guitarra acústica, batería, bajo eléctrico y un órgano de caña. Se grabó en los Rockfield Studios, en Gales y en el Parr Street Studio, en Liverpool.
«Don't Panic» es la primera pista del álbum. Basada en guitarra, comienza con un rasgueo de guitarra eléctrica, seguido de más líneas de este instrumento y más adelante entra la voz de Martin. La reseña de Allmusic comenta que las influencias de indie rock en el tema son evidentes. Según la partitura publicada por Alfred Publishing en Musicnotes, la canción posee compás de 4/4, se interpreta a un tempo de 122 pulsaciones por minuto y está escrita en la tonalidad de do mayor. Además, la voz de Martin abarca desde la3 a sol5.

## Lanzamiento y recepción

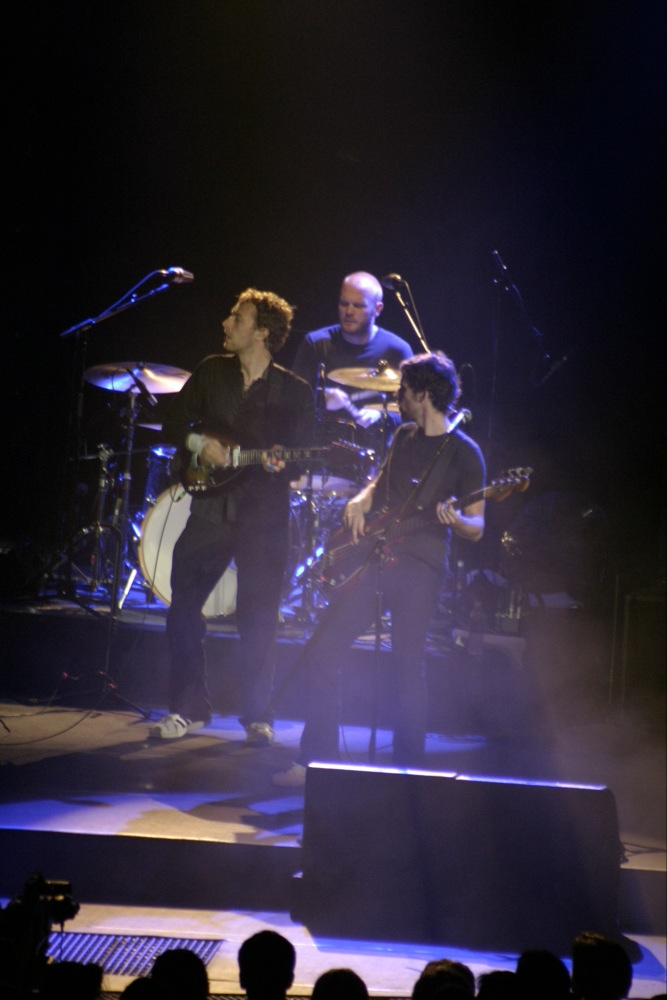
Coldplay interpretando «Don't Panic» durante su gira de 2005 Twisted Logic Tour.

Originalmente, la banda pensó lanzar «Don't Panic» como el cuarto sencillo de Parachutes. Sin embargo, la idea se abandonó, ya que consideraron que tres eran suficientes. Tras el éxito del álbum en 2000, la banda pensó que Parachutes ya tenía la suficiente exposición en significativas regiones del Reino Unido. Decidieron lanzar un cuarto sencillo, pero en países en los que «Yellow» y «Trouble» no fueran tan populares. Coldplay y su discográfica, Parlophone eligieron «Don't Panic», que, en aquel entonces era una de las favoritas del público. Finalmente, se lanzó el 19 de marzo de 2001 en algunos países europeos. El sencillo está acompañado por las canciones grabadas en directo en el festival Rockefeller Music Hall de Noruega «You Only Live Twice», presente en la película de James Bond homónima y «Bigger Stronger», extraída del primer EP de la banda, Safety. «Don't Panic» figuró en el volumen 48 de la colección de álbumes recopilatorios Now That's What I Call Music.
Así como con sus otras canciones, Coldplay rechazó varias ofertas para que «Don't Panic» fuera usada con fines promocionales. En 2004 rechazó un contrato multimillonario en euros con Coca-Cola Light y Gap, quienes querían utilizar esta y otra canción presente en el álbum, «Trouble». La banda solicitó a su mánager Phil Harvey no consultarlos por esos ofrecimientos porque «una discusión puede llevar a un compromiso».
Pese a esto, la canción se utilizó en muchos comerciales, películas y series de televisión. En 2002 figuró en la comedia dramática Igby Goes Down y más tarde, también en la banda sonora del filme, lanzado el 25 de febrero de 2003 a través de Spun Records. Además, se incluyó en el álbum en directo de Coldplay Live 2003. En 2004 apareció en la comedia romántica Garden State. El director Zach Braff eligió canciones al azar, incluyendo «Don't Panic» para el álbum compilatorio ganador de un premio Grammy Garden State: Music From The Motion Picture. La canción también estuvo presente en el primer episodio de la serie de FX Rescue Me como así también en la serie canadiense Oddyssey 5. Además, la canción apareció en el noveno episodio de la serie británica Sugar Rush en 2005.
Durante la gira A Rush of Blood to the Head Tour, «Don't Panic» contenía una introducción totalmente diferente, en la que Martin tocaba la guitarra eléctrica y Buckland, la armónica durante el puente. Regularmente tiraba su instrumento al público tras su solo. En 2001 se lanzó una versión de dance, interpretada por Logo y Dawn Joseph.

### Críticas
En su lanzamiento, el sencillo recibió en general críticas positivas. McKenzie Wilson, de Allmusic comentó que «las inclinaciones de Coldplay hacia el indie rock son obvias, especialmente en canciones como “Don't Panic” y “Shiver”». En la reseña de Pitchfork Media, Spencer Owen afirmó que «este tenue y soñador comienzo contiene el estribillo [cantado en] falsete de “We live in a beautiful world” (“Vivimos en un mundo hermoso”), lo que parece resumir todo el sentimiento del álbum». Robert Christgau expresó que, junto con «Yellow», fue la única buena canción de todo el disco. Adrian Denning alabó la canción diciendo: «La voz y la guitarra son absolutamente bellas. Es una canción para obtener consuelo, comodidad y sobrecogerse silenciosamente con ella». David DeVoe, de Hybrid Magaizine afirmó: «Es una canción maravillosa que promete lo que va a venir en el resto del álbum. “Don't Panic” está llena de excelentes melodías de guitarra y un lindo pulso groove y me encanta la forma en que termina».

## Video promocional
El video promocional del tema fue dirigido por Tim Hope. Comienza con un diagrama animado del ciclo del agua y luego muestra a la banda como caricaturas recortadas de papel en dos dimensiones realizando tareas domésticas, cuando de pronto un desastre ambiental se manifiesta en forma de inundaciones, erupciones volcánicas y rayos. Como en los primeros videos de Coldplay, en este video se puede apreciar el globo amarillo de la portada de Parachutes.

## Listado de canciones
| Sencillo en CD |                                          |          |  |
| N.º            | Título                                   | Duración |  |
| 1.             | «Don't Panic»                            | 2:17     |  |
| 2.             | «You Only Live Twice» (Live From Norway) | 4:06     |  |
| 3.             | «Bigger Stronger» (Live From Norway)     | 4:55     |  |

| Sencillo en CD Países Bajos |                          |          |  |
| N.º                         | Título                   | Duración |  |
| 1.                          | «Don't Panic»            | 2:17     |  |
| 2.                          | «Spies» (Live)           | 6:12     |  |
| 3.                          | «Bigger Stronger» (Live) | 4:51     |  |
| 4.                          | «Yellow» (Live)          | 4:32     |  |

| Sencillo en CD Dinamarca |                                     |          |  |
| N.º                      | Título                              | Duración |  |
| 1.                       | «Don't Panic»                       | 2:17     |  |
| 2.                       | «Trouble» (Live Fra Vega I Danmark) | 4:37     |  |
| 3.                       | «Shiver» (Live Fra Vega I Danmark)  | 5:26     |  |
| 4.                       | «Sparks» (Live Fra Vega I Danmark)  | 4:05     |  |

| Sencillo en CD Francia |                                                    |          |  |
| N.º                    | Título                                             | Duración |  |
| 1.                     | «Don't Panic»                                      | 2:17     |  |
| 2.                     | «You Only Live Twice» (Live)                       | 4:06     |  |
| 3.                     | «Don't Panic» (OUI FM Session Acoustique 102.3 FM) | 2:16     |  |

| Sencillo en CD Europa |                                          |          |  |
| N.º                   | Título                                   | Duración |  |
| 1.                    | «Don't Panic»                            | 2:17     |  |
| 2.                    | «You Only Live Twice» (Live From Norway) | 4:06     |  |

| CD Promocional |               |          |  |
| N.º            | Título        | Duración |  |
| 1.             | «Don't Panic» | 2:17     |  |

## Posiciones en las listas
| Listas (2001)                 | Posición más alta |
| ----------------------------- | ----------------- |
| Países Bajos (Single Top 100) | 83                |
| Polonia (Polish Music Charts) | 3                 |